# Stradbally
Stradbally (irisch An Sráidbhaile, deutsch „Straßenort“) ist eine Town im County Laois im zentralen Binnenland der Republik Irland.

## Lage
Stradbally liegt etwa elf Kilometer ostsüdöstlich von Portlaoise am Stradbally River. Durch die Ortschaft führt die N80 von Portlaoise kommend nach Carlow. Im Ort gehen die R427 und R428 ab.

## Geschichte
Der Ursprung Stradballys geht auf eine Klostergründung im benachbarten An Nuachabháil (anglis. Oughaval) im 6. Jahrhundert zurück.  1447 wurde ein Franziskanerkloster errichtet und um diese Klostergründung bildete sich ein kleines Dorf, das ab dem 16. Jahrhundert Stradbally in Leyx bzw. Sráidbhaile Laoise genannt wurde.
1903 war Stradbally Teil der Rennstrecke des ersten Automobil-Straßenrennens in Irland, des Gordon-Bennett-Cup.

## Sehenswürdigkeiten
- Stradbally Woodland Railway, eine Museumseisenbahn auf der Schmalspur von drei Fuß (914 mm).
- Reste des Klosters Oughaval
- katholische Herz-Jesu-Kirche von 1896
- anglikanische St.-Patrick’s-Kirche
- russisch-orthodoxe St.-Colman’s-Kirche

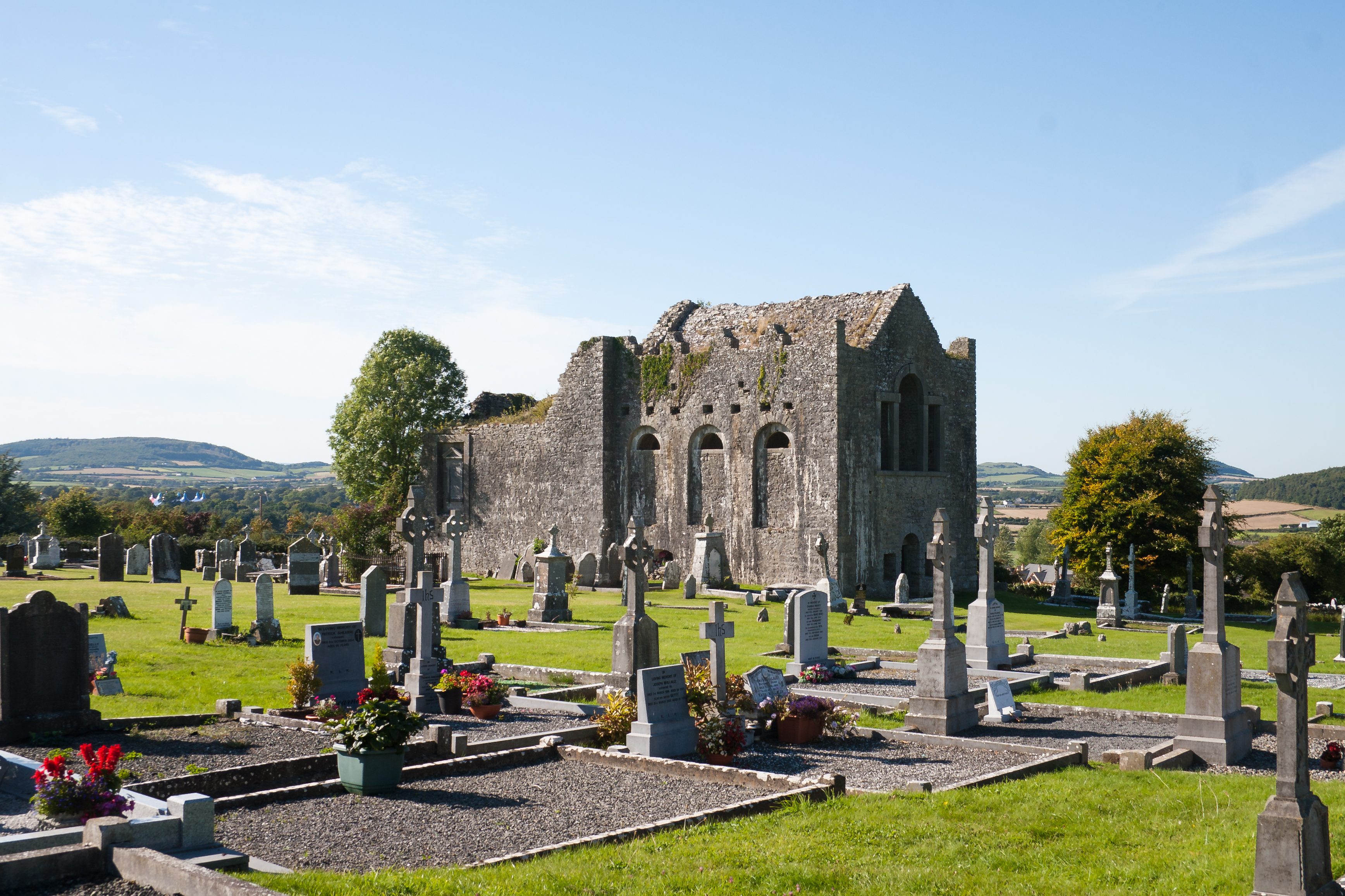
Kirche von Oughaval

## Trivia
In Stradbally findet jährlich das Musikfestival Electric Picnic statt.

## Persönlichkeiten
- Kevin O’Higgins (1892–1927), Politiker der Sinn Féin, Außen- und Justizminister